# Centraal Amerika's onbekende schatten

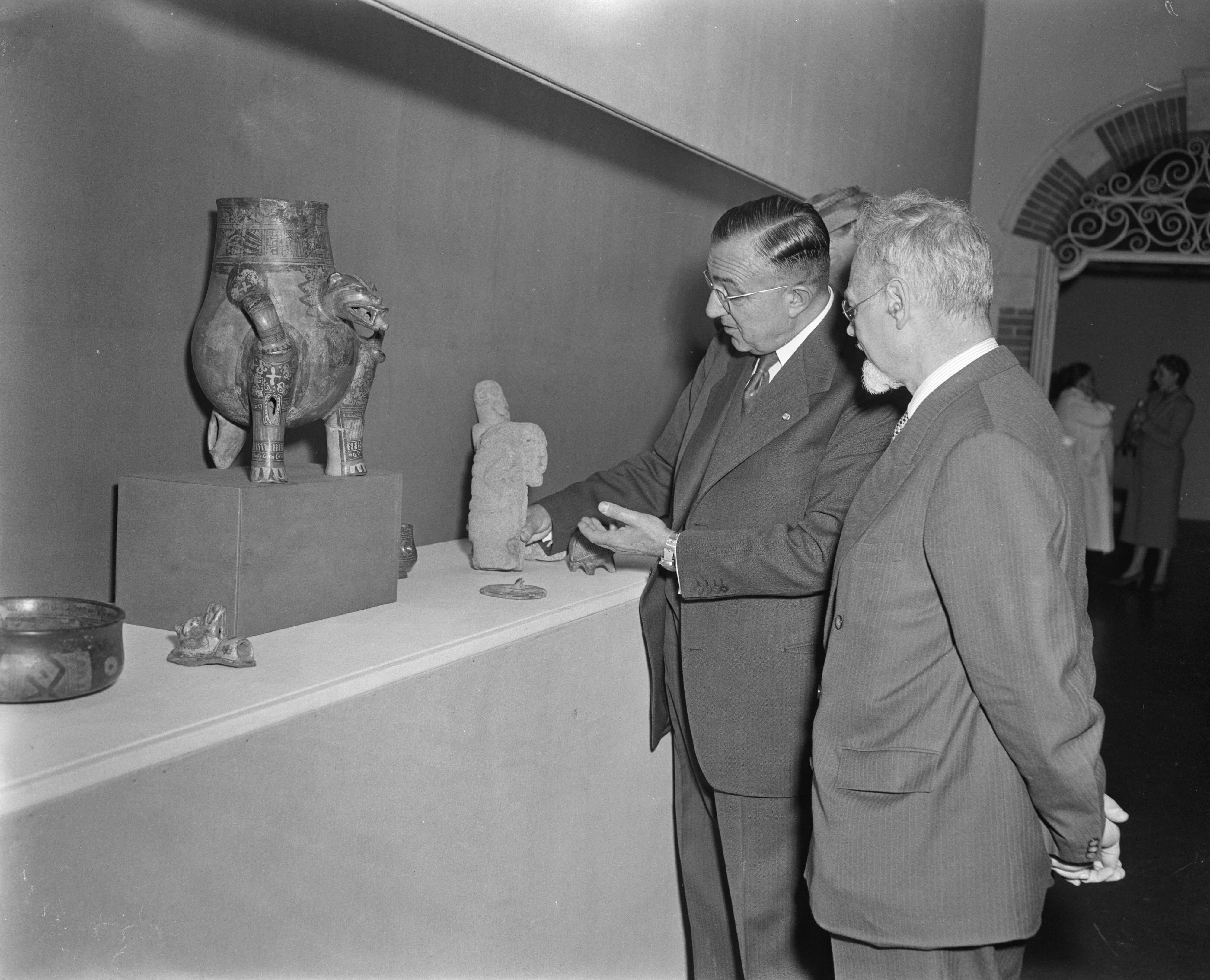
Tentoonstelling Centraal Amerika's onbekende schatten

Centraal Amerika's onbekende schatten was een tentoonstelling van archeologische objecten in het Nederlandse Tropenmuseum van 20 juni tot 1 november 1956.
De tentoonstelling kwam volgens het voorwoord in de catalogus voort uit de wens het museumpubliek kennis te laten maken met de in Nederland vrijwel onbekende culturen uit Centraal-Amerika die daar bloeiden voor de komst van Columbus.  Hans Feriz, die nauw verbonden was aan het Tropenmuseum en daar ook zijn kostbare archeologische collecties als een langdurig bruikleen had gestald,  was de initiatiefnemer en drijvende kracht achter deze tentoonstelling.
Getoond werden 451 objecten uit het precolumbiaanse Centraal Amerika, het gebied tussen de landengte van Tehuantepec in Mexico en Darién in oostelijk Panama, tegenwoordig staatkundig verdeeld in de zes republieken Guatemala, Honduras, El Salvador, Nicaragua, Costa Rica en Panama.
Getoond werden vooral veelkleurig beschilderde keramische voorwerpen - waaronder vazen, karaffen, kruiken, urnen, schalen, borden, trommels en fluiten - en gouden borst-, hals- en oorsieraden. Stenen gebruiksvoorwerpen en rituele beeldjes, en siervoorwerpen van jade, jadeiet en halfedelsteen waren in mindere mate aanwezig. Het getoonde was gerangschikt naar cultuurgebied en/of volk, zoals de Mesa Central in Costa Rica, de Coclécultuur, Herera en Veraguas.
De collecties waren behalve van Feriz afkomstig van particuliere verzamelaars uit Panama, de Panamakanaalzone, Costa Rica en Nicaragua. Uit de Verenigde Staten kwam een collectie van het Universiteitsmuseum te Philadelphia. Het was de eerste maal dat zo'n omvangrijke archeologische collectie uit dit gebied in Europa werd getoond. Prins Bernhard, destijds beschermheer van het Koninklijk Instituut voor de Tropen, schreef een warme aanbeveling in de geïllustreerde catalogus die bij de tentoonstelling verscheen. 

## Catalogus
- H. Feriz en J.H. Jager Gerlings, Centraal Amerika's onbekende schatten. Amsterdam: Tropenmuseum, 1956